# Dariusz Cezary Maleszyński
Dariusz Cezary Maleszyński (ur. 1957, zm. 4 grudnia 2020) – polski literaturoznawca, historyk i antropolog literatury, specjalista w zakresie historii literatury polskiej i piśmiennictwa staropolskiego, dr hab., poeta.
Był profesorem i wieloletnim pracownikiem Zakładu Literatury Staropolskiej i Oświecenia Uniwersytetu Adama Mickiewicza w Poznaniu. 

## Wybrana bibliografia autorska
- Człowiek w tekście: Formy istnienia według literatury staropolskiej (Uniwersytet im. Adama Mickiewicza w Poznaniu, Poznań, 2002)
- Księga żalów (Agencja Reklamowa Prodruk Bogusław Frasunkiewicz, Poznań, 2007; ISBN 83-89887-78-9)
- Materia staropolska: wstęp do badań (Agencja Reklamowa Prodruk Bogusław Frasunkiewicz, Poznań, 2010; ISBN 978-83-61607-41-0)